# لینزویل (ویرجینیای غربی)
لینزویل (به انگلیسی: Laneville) یک منطقهٔ مسکونی در ایالات متحده آمریکا است که در شهرستان توکر، ویرجینیای غربی واقع شده‌است.